# Instituto Universitario Tecnológico de Ejido
El Instituto Universitario Tecnológico de Ejido (IUTE) fue una institución de educación universitaria ubicada en la ciudad de Ejido, en el estado Mérida, Venezuela; desde el año 1981 desarrolló actividades académicas en la formación de Técnicos Superiores Universitarios (TSU), hasta su transformación en el año 2012, siguiendo la Misión Alma Mater, en la Universidad Politécnica Territorial del Estado Mérida Kléber Ramírez (UPTM-KR).
Durante esos más de 30 años la institución generó una dinámica alternativa y complementaria a la oferta académica que brindaba la Universidad de Los Andes, marcando su propia huella como indicaba su lema “Herramienta de transformación para el desarrollo”.

## El proceso hasta su creación.
Se inicia oficialmente en el año 1974 con la designación, en un Cabildo Abierto, celebrado el 31 de Octubre de ese año en el Concejo Municipal del Distrito Campo Elías, de un Comité Cívico, a objeto de lograr un "instituto de estudios Superiores que beneficie a la comunidad". Este Comité trabajaría para constituir un año más tarde una Asociación denominada "Comité Pro-Instituto Politécnico de Mérida"  integrado por el Ingeniero William Daniel  Lobo Quintero, como Presidente, Alfredo Dini Ruíz, Secretario Ejecutivo y los Vocales; Angel Caracciolo Lobo Lacruz, Alonso Antonio Plaza Ramírez, José Ricardo Guillen Suarez, José Jacinto Muñoz Uzcátegui, Mario Elvelto Codina, Rosa García Ramírez, Rolando Dugarte Angarita, Mauro Antonio Dávila y Carlos Daniel Angulo.  El Comité fue crucial para impulsar la idea y recaudar algunos de los fondos necesarios para los primeras gestiones y apoyos en la región, generando los estudios previos que en febrero del año 1976, se presentarían aprovechando una visita del Presidente de la República Luis Herrera Campins, a quien se presentó la propuesta formal para la creación del instituto en la ciudad de Ejido. El presidente se comprometió a analizar y apoyar los estudios previos necesarios para su aprobación.
El Comité, bajo la tutela de la Corporación de Desarrollo de la Región Andina (CORPOANDES) genera en el año 1978 el Estudio de Factibilidad y Proyecto Académico de la futura  institución, documento compuesto de un libro principal y nueve anexos, y donde se plantea el desarrollo de las Carreras de Agrotecnia, Construcción Civil, Minería y Turismo, acorde a los estudios de técnicos de la institución y los planes de desarrollo regional en esas áreas. Aún sería necesarias muchas reuniones en la Ciudad de Caracas con Ministros de Educación y la Oficina de Planificación del Sector Universitario (OPSU) para lograr su aprobación.

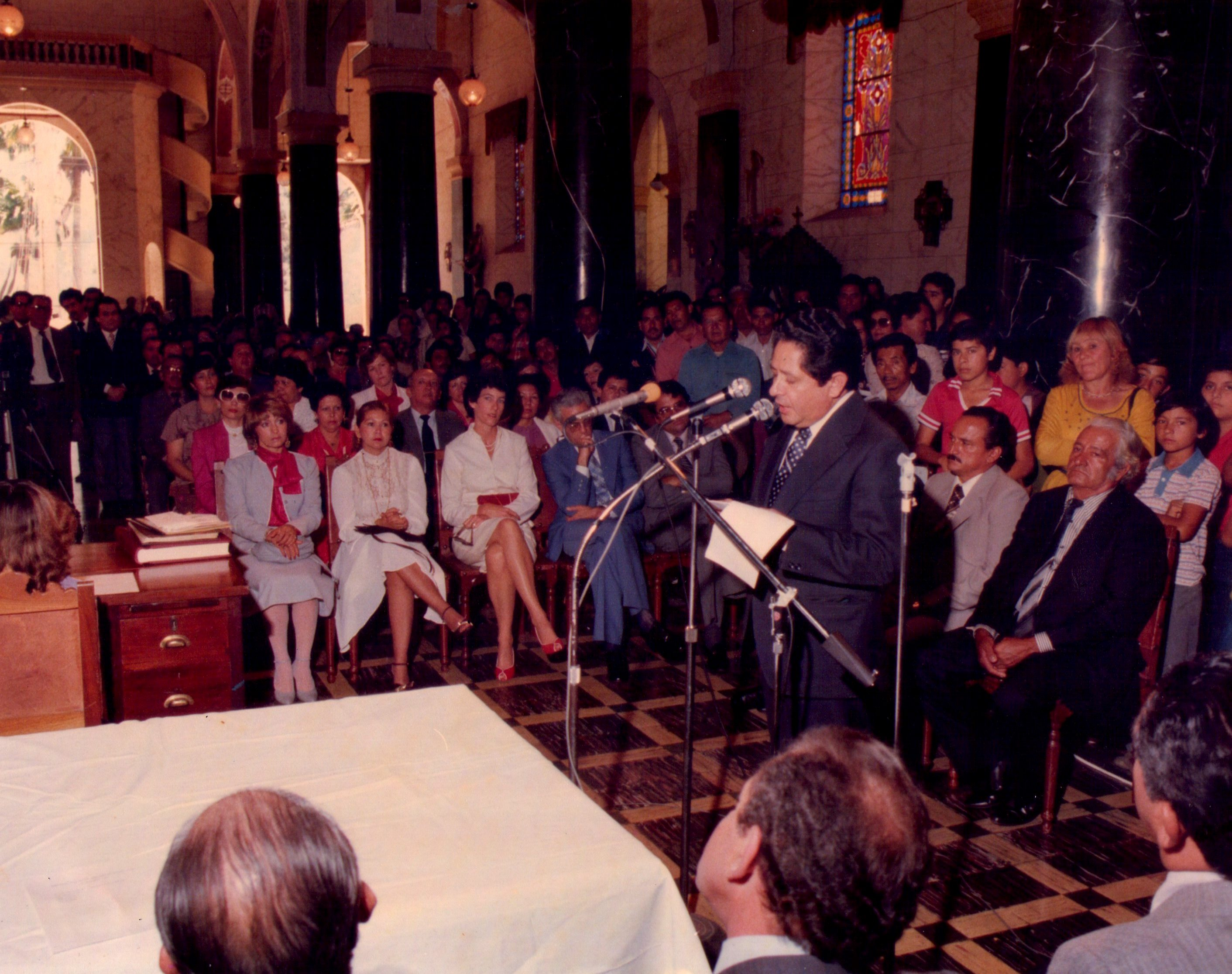
Discurso durante la Juramentación de la Comisión Organizadora. Iglesia Matriz. 9 de enero de 1982

Sobre la base anterior, el 25 de noviembre de 1981 el presidente de la República daría cumplimiento a su compromiso con el Decreto 1.300 de creación del Instituto,  nombrándose posteriormente por el ministro de Educación Rafael Fernández Heres, una Comisión Organizadora, en un acto solemne celebrado en la Iglesia Matiz de Ejido el 9 de enero de 1982
Presidiendo la Comisión y dando continuidad al trabajo  que desde hacía años venía desarrollando estaría William Lobo Quintero, acompañado de otras personalidades, en unas oficinas ubicadas en el Edificio El Tinajero, para lograr la adquisición de los terrenos por parte de la Gobernación del Estado a cargo de Edecio La Riva Araujo,  así como la construcción de su sede.

## Inicio de actividades Docentes
El Instituto entra en actividad luego de realizarse los "cursos Propedéuticos", con más de 1.000 inscritos en el Liceo "Caracciolo Parra" de  La Parroquia en el año 1983, de los cuales fueron seleccionados solo 360 para las Carreras de Agrotécnia y Minería. bajo la Dirección de José Rolando Corredor.  
Misión: Formar     profesionales y ciudadanos integrales aptos para la creación,     transferencia y aplicación tecnológica, en concordancia con las     necesidades regionales y nacionales que contribuyan al mejoramiento de la     calidad de vida del colectivo.

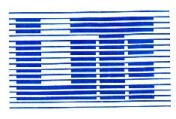
Logotipo original del Instituto Universitario Tecnológico de Ejido

Visión: Ser una institución universitaria comprometida con el logro del desarrollo endógeno, orientada a la excelencia e innovación tecnológica mediante programas que satisfagan las exigencias de la sociedad 

### Primeras autoridades.
Las primeras autoridades son nombradas por el Ministerio de Educación Superior.
| Año  | Figura legal          | Director              | Subdirector Académico | Subdirector Administrativo |
| ---- | --------------------- | --------------------- | --------------------- | -------------------------- |
|      |                       | José Rolando Corredor |                       |                            |
| 1987 |                       | José Hernando Chacón  | José Mauro León       | Homero Angulo              |
| 1990 | Comisión interventora | José Herrera          | Antonio Ayesterán     | Marcial Sánchez            |
| 1992 |                       | Rubén Ardila          |                       |                            |

Las primeras autoridades electas mediante votación interna de la institución,  fueron (a partir del 14 de abril de 1994), los Profesores Antonio Ayesterán, Director; Magdalena González de Machado, Subdirectora  Académica y, a partir del 09 de Junio de ese mismo año, Antonio Vielma, como Subdirector Administrativo, posteriormente, en el año 1997 (1 de septiembre), siendo Director General Sectorial de Educación Superior el Profesor Gabriel Zambrano Chaparro y Ministro Antonio Luís Cárdenas; se produciría un nuevo proceso electoral, efectuado en el mes de Junio de eso año, en el cual resultaron electos para el cargo de Director el Profesor Juan Román, el Profesor Orlando Gutiérrez (Académico) y el Profesor Freddy García (Sub Director Administrativo), luego de la jubilación de estos dos últimos, se produjeron nuevas elecciones para sustituirlos, siendo electos Antonio Peña y Arvin Pineda en los cargos respectivos. Estas autoridades en abril del año 2002 fueron sustituidas por una serie de Comisiones de "Modernización y Transformación", designadas en todos los Institutos Universitarios Tecnológicos hasta que ocurre su transformación en Universidad Politécnica Territorial de Mérida Kléber Ramírez, en el año 2012, una relación detallada puede observarse en la siguiente tabla. 
| Fecha                                                                           | Director                  | Subdirector Académico                    | Subdirector Administrativo                                                                            |
| Autoridades electas 1994 -1997                                                  | Antonio Ayesteran         | Magdalena González                       | José Antonio Vielma                                                                                   |
| Autoridades electas 1997-2002                                                   | Juan Román                | Orlando Gutiérrez Antonio Peña           | Dreddy García Arvin Pineda                                                                            |
| Comisión de Modernización y Transformación                                      |                           |                                          | |
|                                                                                 | Coordinador               | Subdirector Académico (E)                | |
| 2002                                                                            | Carlos G. Meléndez        | Marcos Ramírez y Carmen Luisa de Medicci | Rafael Camacho y Romauro Rodríguez                                                                    |
| 2005                                                                            | Carlos G. Meléndez        | Romauro Rodríguez                        | Rafael Camacho                                                                                        |
| (Resolución Nª 1.581), Gaceta Oficial de fecha 29 de noviembre de 2005 Nº 38324 | Juan Omar Cáceres Rampira | Jerson Orlando Zambrano Guerrero         | Irma Coromoto Martinez Useche                                                                         |
| (Resolución Nª 1.681), Gaceta Oficial de fecha 11 de mayo de 2006 Nº 38439      | Raúl A. Rosales Marrero   | Teodoro Pearce                           | Asume el mismo Raul Rosales y se nombran dos representantes de Profesores Judiit Colina y estudiantes |
| Resolución Ministerial Nª 2291 de 8 de mayo de 2007                             | Rafael A. Camacho C.      | Carlos Santiago T.                       | José Vásquez                                                                                          |
| Resolución 3.645). Gaceta 39.176 del 12/05/2009                                 | Lewis Lamus               | Carlos O. Santiago T.                    | |
| 2010 -14 de febrero de 2012                                                     | Miryam Anzola             | Mariela Oliveros                         | Carlos Santiago                                                                                       |

## Carreras Iniciales.
En su proyecto inicial y aprobado por el Ministerio de Educación Superior en su apertura estaban las de Técnicos Superiores Universitarios en Agrotécnia, Construcción Civil, Minería y Turismo.

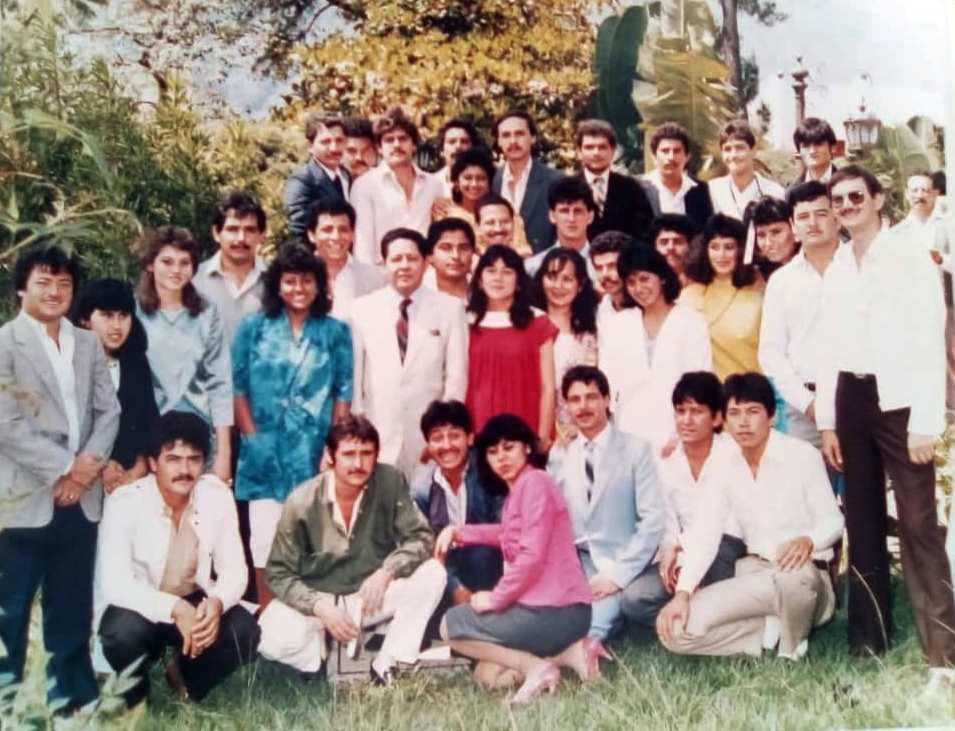
Primera Promoción de TSU del IUTE, Abril de 1986. En el centro de la imagen su padrino William D. Lobo Quintero

Su primera promoción egresa con 54 nuevos Técnicos Superiores Universitarios 46 de Agrotécnia y 8 de Minería), el 24 de abril de 1986

## Carreras incorporadas posteriormente

### Manejo de Emergencias y Acción contra Desastres (MEACD)
Reconocida como la primera orientada a profesionalizar el personal en el área en Venezuela es aprobada para su implementación en el IUTE en el año 1998 y desarrolla sus actividades en la sede de Santa Juana, en la ciudad de Mérida.  

## Extensiones

### Bailadores
El 23 de Mayo del año 2000 (Gaceta 5.467) se aprueba la creación de la Extensión en la población de Bailadores, ubicando su sede próxima al Hospital, para posteriormente, en abril de 2012 trasladarse a su actual sede, 

## Organización del Movimiento Estudiantil. El Centro de Estudiantes del IUTE
La organización inicial del movimiento estudiantil estuvo ligada, por un lado, a los partidos políticos existentes en el ámbito nacional y vinculados con las autoridades universitarias, que eran designados desde las instancias del Ministerio de Educación Superior a nivel nacional. Por otro a la influencia que ejercía un movimiento estudiantil muy organizado desde la Universidad de Los Andes, en Mérida.
Es así que se generan grupos denominados “Plancha 5”, con base fundamental en la Carrera de Construcción Civil y vínculos con el partido Acción Democrática. El “Movimiento 27”, con apoyo mayoritario en la Carrera de Minería y vinculados al partido COPEI y el “Movimiento 7 de Noviembre”, con fuerza en la Carrera de Agrotécnia y formado con el apoyo de los movimientos de la izquierda, que ganaban las elecciones estudiantiles en el año 1987 con el denominado “Movimiento 21 de Noviembre”, en la Universidad de Los Andes.
Luego de las primeras elecciones, a las cuales se llega por la conformación de una Comisión Electoral, designada por las autoridades de la Comisión Interventora del Instituto, tas largos meses de una “toma estudiantil” de las instalaciones universitarias, se conforma el Centro de Estudiantes 
En las instalaciones de su sede principal en la ciudad de Ejido, dos áreas llevan por nombre el de estudiantes; la Biblioteca Fabio Contreras Pineda y el Ecoparque Yuban Ortega Urquiola, este último fallecido el 30 de abril de 2009, en condición de Presidente del Centro de Estudiantes mientras se desarrollaban una serie de protestas reivindicativas.

### La Estación Experimental Santa Lucía
"La Estación Experimental Santa Lucía (EESL) de ubica en el Asentamiento Campesino Santa Lucia, de la Parroquia Caño El Tigre del Municipio Zea del Estado Mérida, es una parcela de 7.1 ha., La adjudicación formal de Santa Lucía al IUTE se remonta al año de 1999, cuando el antiguo Instituto Agrario Nacional concede la tenencia en calidad de donación de ese inmueble. Sin embargo, el IUTE ocupa esta parcela, desde mayo de 1988, cuando se designaron dos T.S.U. en Agrotecnia, egresados de sus aulas: Mariela Oliveros y Marcial Bracho". 

#### Vuelta Cicloturística
La Vuelta Cicloturística del IUTE, fue un evento considerado como actividad de Extensión por parte de la institución que durante muchos años contó con la participación de un grupo importante del personal y grupos de aficionados al ciclismo que vinculaba en su recorrido importantes instalaciones del instituto. Desde su sede en la ciudad de Ejido y la Estación de Santa Lucía, cercana a El Vigía, como puntos terminales en sus dos etapas.
La actividad, iniciada a finales de la década de los 90, por iniciativa de los Profesores Homero Angulo y Gerardo Escalante, celebró en el año 2008 su XII edición.

### La Comisión de Ecología y Ambiente (CEAIUTE)
El Consejo Directivo Nº 6 de fecha 23 de Junio del año 1993 da la base institucional para la creación de la Comisión de Ecología y Ambiente "con el propósito de orientar programas de educación ambiental dirigidos a la comunidad universitaria y dar respuestas de políticas y estrategias que permitirán hacer una revisión curricular para integrarla dimensión ambiental al proceso enseñanza - aprendizaje.  Los miembros fundadores fueron los Profesores Orlando García, Gladys Aguilar, Viviana Lobo, Elena Mora y  la colaboración de Yasmelia Zerpa"  realizando importantes actividades de carácter pionero para ese momento como las I Jornadas de sobre Educación Ambiental, dirigida a Docentes de Preescolar y Básica del Municipio Campo Elías (1994), y el Encuentro para el Análisis de la Dimensión Ambiental en los Institutos y Colegios Universitarios de Venezuela (1988) del cual se generó la "Declaración de Ejido", donde surge la propuesta de crear un "núcleo ambientalista" como centro piloto a nivel nacional.

#### La Revista ECOIUTE
Bajo la Coordinación de los miembros de CEAIUTE, actuando como Editora la Geógrafo Elena Mora Newman, se bautizó el primer número de la Revista de divulgación ECOIUTE el 31 de marzo del año 1999, editaron cinco ejemplares entre ese año y el 2003. Su orientación hacia la temática ambiental y de conservación fue incorporando nuevos miembros a su redacción en áreas como el Ecoturísmo y los Desastres Naturales.. 
Volumen 1, con dos números Nº 1 en mayo de 1999 y Nº 2 en Noviembre de ese mismo año. 
Volumen 2, con un número extraordinario en Noviembre del año 2001 En la cual se incorpora como directora la Geógrafo Mary Mora N. 
Volumen 3, número extraordinario en noviembre de 2002, Bajo la Edición de Orlando García, Mirian Yépez y Rodolfo Chávez, dedicada especialmente al análisis de los desastres socio-naturales. 
Volumen 4, número extraordinario en noviembre del año 2003  

### El Orfeón del IUTE.
Se crea como organización adscrita a la Dirección de Cultura, dentro del Departamento de Extensión y Producción, en el año 1998, auspiciado en la Jefatura del Profesor Gerardo Escalante. Desde su fundación bajo la dirección de Roldan Fernández, logró desarrollar una labor ininterrumpida.
Con un variado repertorio venezolano y latinoamericano representó la institución en citas internacionales, como el VI Festival D’Canto llevado a cabo en la Isla de Margarita en el año 2003 y en el Festival Internacional Canticum Noél en el Estado Falcón en el año 2004. En el año 2005 realiza la grabación de su primer disco.
En los denominados “Encuentros Nacionales de Coros Orfeón IUTE” se dieron cita, año tras año, coros provenientes de diversas instituciones merideñas, públicas y privadas, así como de otras regiones del país (delegaciones de Miranda, Vargas, Caracas, Sucre, Nueva Esparta, Zulia, Yaracuy, Táchira, Falcón, Bolívar y Portuguesa, 
El 11 de octubre del 2008 se realizó el 1er Reencuentro de Exintegrantes del Orfeón IUTE, dado que durante toda su existencia la entrada y salida de integrantes es una constante, al integrar fundamentalmente estudiantes de las diversas carreras que recibían una amplia formación musical.

### Revista Voces; tecnología y pensamiento
Generado por el Grupo de Investigación de Estudios Multidisciplinarios (GEM), el proyecto de creación de una publicación arbitrada de investigación es apoyado por la División de Investigación, Extensión, Postgrado y Producción y logra su concreción en la Revista Voces; tecnología y pensamiento que publica su primer número para el período Enero – Junio del año 2006, bajo la Dirección del Profesor José J. Quintero Delgado, quién escribe en la Editorial de su primer número:
```
Nada traduce mejor un verdadero impulso académico universitario que aquella expresión que dé a conocer la labor de sus miembros y los fundamentos de sus búsquedas. La palabra, en su aspecto formal, hija de la necesidad permanente de fomentar la reflexión, es el pilar sobre el cual se apoya la renovación y el avance del edificio que constituye la Educación Superior. La materialización de esa expresión permite la trascendencia, no sólo de todo aquel que aspira consagrar su paso por estos recintos con un pensamiento que contribuya de manera seria a la factibilidad del conocer y la investigación sino, incluso, de las instituciones mismas en función de sus fines sociales.... La intención que guía la creación de 
Voces: Tecnología y Pensamiento
, se inscribe en la disposición de complementar una función docente integral, al asumir la tarea de dar voz a aquellas conciencias que evidencien una capacidad de reflexión racional, de opinión crítica y de creatividad científica. 
[
11
]
```

Encartado, formando parte de cada número, pero diferenciado de los artículos arbitrados, se desarrollan los “Cuadernos GEM” (en alusión a su Grupo Editor) que dan cuenta activa del desarrollo de la vida institucional durante los años de su publicación, integrándose una serie de secciones que se irían ampliando con su desarrollo.
La revista se edita entre los años 2006 y 2016, siendo la primera de carácter arbitrado e indizada en Redalyc y Latindex, incorporando artículos de autores nacionales e internacionales. 

## Su transformación en la Universidad Politécnica Territorial de Mérida. Kléber Ramírez.
Producto de la transformación de la Educación Universitaria en Venezuela, en el denominado "Misión Alma Mater", el 14 de febrero de 2012 bajo el Decreto 8.806 el Instituto se transformaría en la Universidad Politécnica Territorial de Mérida Kléber Ramírez